# Самохин, Денис Эдуардович
Денис Эдуардович Самохин (род. 1 мая 1977, Москва) — российский фигурист, выступавший в танцах на льду, тренер высшей категории, судья международной категории. Мастер спорта России международного класса.

## Биография
Денис Эдуардович Самохин родился 1 мая 1977 года в Москве в семье тренеров по фигурному катанию Эдуарда Евгеньевича Самохина и Натальи Петровны Дубинской.
После окончания средней школы поступил в Российскую государственную академию физической культуры, которую окончил в 1998 году.
С 2002 по 2005 годы работал вместе с супругой в ледовом шоу «Imperial Ice Stars» в турах по таким странам, как Великобритания, Австралия, Новая Зеландия, ЮАР, Гонконг, Сингапур, Германия, Нидерланды, а с 2006 по 2007 годы — в шоу на круизных кораблях Royal Caribbean International.
С 2007 года по настоящее время работает тренером по фигурному катанию на коньках в Москве. С 2008 года работает вместе с женой, Боровиковой Марией Валерьевной.

## Спортивная карьера
Фигурным катанием начал заниматься в детстве. Первым тренером Дениса был его отец.
В декабре 1992 года принял участие в чемпионате мира по фигурному катанию среди юниоров в Сеуле, Южная Корея, где в паре с Анной Семенович занял восьмое место в соревнованиях по спортивным танцам на льду.
Через год на чемпионате мира по фигурному катанию среди юниоров 1994 года в Колорадо-Спрингс, США занял в танцах на льду в паре с Анной Семенович седьмое место.
На чемпионате России по фигурному катанию 2001 года в паре с Анной Семенович занял 4 место в спортивных танцах на льду.
Бронзовый призер чемпионата Германии по фигурному катанию 2000 года в танцах на льду в паре с Барбарой Хантуш.
Как спортсмен являлся членом сборной команды России по спортивным танцам на льду с 1990 по 1994 годы и с 2000 по 2001 годы. Член сборной команды Германии 1999—2000 годов.

## Карьера тренера
С 2007 года начал работать тренером по спортивным танцам на льду.
В 2012—2013 годах вместе с тренером Николаем Морозовым тренировал танцевальную пару Екатерина Пушкаш — Джонатан Гурейро, а также работал в качестве помощника тренера Н. Морозова с парой Елена Ильиных — Никита Кацалапов, ставшей олимпийскими чемпионами 2014 года в командных соревнованиях и бронзовыми призёрами в танцах на льду на зимних Олимпийских играх 2014 года.
С 2013 года является тренером национальной команды России по фигурному катанию на коньках.
С 2015 года является судьей ISU, обслуживал соревнования юниорской и взрослой серии Гран При 2016—2019 годов, чемпионат Европы 2018, чемпионат мира 2019.
С 2017 по 2019 годы — тренер серебряных призеров чемпионата мира среди юниоров 2019, бронзовых призеров финала Гран-при среди юниоров 2018 Елизаветы Худайбердиевой — Никиты Назарова.
С 2017 по 2022 годы — тренер национальной команды Грузии по спортивным танцам на льду. Тренер серебряных призеров чемпионата мира среди юниоров 2020, первых в истории Грузии победителей финала Гран-при (2020), участников чемпионата Европы 2020, чемпионата мира 2022, Олимпийских Игр 2022, танцевальной пары Мария Казакова — Георгий Ревия.
С 2020 по 2023 тренировал пару Елизавета Худайбердиева — Егор Базин, которые в декабре 2021 года стали бронзовыми призёрами чемпионата России по фигурному катанию 2022, а в декабре 2022 года на чемпионате России стали чемпионами России 2023 года.
C 2023 года по 2025 год — тренер двукратных бронзовых призеров чемпионата России 2024 и 2025, бронзовых призеров финала Кубка России 2024 Ирины Хаврониной и Девида Нарижного.

## Семья
Мать — Наталья Петровна Дубинская (1949—2024), заслуженный тренер России.
Отец — Эдуард Евгеньевич Самохин (род. 1944), заслуженный тренер России.
Жена — Мария Валерьевна Боровикова (род. 1977), тренер.
Сын — Матвей Самохин (род. 2008), фигурист, тренируется у отца, Самохина Д. Э., выступает в танцах на льду в паре с с Елизаветой Малеиной. Серебряный призёр первенства России среди юниоров 2025.
Дочь — Стефания (род. 2012).